# Bray (Irlandia)
Bray (irl. Bré, dawniej Brí Chulainn) – miasto położone na wschodnim wybrzeżu Irlandii w hrabstwie Wicklow, ok. 20 km od Dublina.

## Historia
W średniowieczu Bray było pod bezpośrednim panowaniem Korony Brytyjskiej z ośrodkiem w Dublinie (tzw. The Pale). Ziemie leżące na zachód od centrum były pod panowaniem lokalnego klanu: O'Byrne).
Przypuszcza się, że to w Bray w sierpniu i wrześniu 1649 Oliver Cromwell zatrzymał się podczas marszu na Wexford.
W wiekach XVII i XVIII Bray było niewielką wioską rybacką, do której pod koniec XVIII wieku zaczęła przeprowadzać się z Dublina ludność klasy średniej, aby uniknąć miejskiego zgiełku.
Pierwsza w Irlandii linia kolejowa Dublin and Kingstown Railway (D&KR), zbudowana w roku 1834, dwadzieścia lat później została przedłużona do Bray (1854). Wraz z połączeniem kolejowym, Bray stało się jednym z ważniejszych nadmorskich kurortów w Irlandii. 
Po II wojnie światowej, w latach 50. XX wieku miasto stało się ośrodkiem turystycznym odwiedzanym głównie przez turystów ze Szkocji, Anglii i Irlandii Północnej. W latach 60. Bray stało się rzadziej uczęszczanym miastem przez zagranicznych turystów, pozostając lokalnym ośrodkiem wypoczynkowym dla mieszkańców Dublina.

## Geografia
Bray jest dziewiątym pod względem wielkości zaludnienia miastem Republiki Irlandii. Miasto położone jest przy ujściu rzeki Dargle (irl. An Deargail), płynącej z gór Wicklow. Jej źródło znajduje się w pobliżu szczytu Kippure (irl. Cipiúr), na zboczu góry Djouce (irl. Dioghais). Rzeka Dargle kilkukrotnie występowała z brzegów, powodując kilka poważnych powodzi w mieście: w sierpniu 1905, wrześniu 1931, listopadzie 1965 oraz podczas huraganu "Charlie" w sierpniu 1986. Bray Head (irl. Ceann Bré) – niewielki pagórkowaty skalisty półwysep położony jest na południowym końcu nadmorskiej promenady. Na jego nadmorskim brzegu biegnie linia kolejowa. Na szczycie wzgórza znajduje się krzyż widoczny z wiktoriańskiej promenady. Miasto położone jest na wschodnim wybrzeżu Irlandii, granicząc od północy z Shankill w hrabstwie Dublin, a od strony południowej z Greystones w hrabstwie Wicklow. Na zachód od miasta, u podnóża gór Wicklow, leży malownicza wieś Enniskerry.

## Władze lokalne
Od roku 2001, miasto znajduje się pod zarządem Rady Miasta (ang. Town Council). Przed rokiem 2001 miejscowość miała statut urban district, współzarządzanego przez wybieralną radę i radę hrabstwa. Część północnych terenów Bray leży w Hrabstwie Dun Laoghaire-Rathdown, lecz współpracuje ona ściśle z właściwą częścią miasta.
Południowa część miasta, począwszy do Southern Cross Road, nie znajduje się pod jurysdykcją miasta, lecz rady hrabstwa Wicklow.

## Transport

### Kolej
Bray leży na trasie dublińskiej kolei miejskiej DART, łączącej Malahide i Howth z Greystones. Miasto leży również na trasie ogólnokrajowej kolei Iarnród Éireann, łączącej miasta: Drogheda, Dundalk i Dublin z leżączymi na południe od Bray: Arklow, Gorey i Rosslare Europort. Nazwa stacji kolejowej „Bray Daly”, otwartej 10 lipca 1854 roku, wzięła swoją nazwę od nazwiska irlandzkiego rewolucjonisty Edwarda Daly'ego.

### Transport autobusowy
Transport autobusowy zapewniają cztery przedsiębiorstwa: 
- Dublin Bus (połączenia lokalne i do Dublina, linie: 45, 45a, 84, 84n, 86, 145, 184, 185)[4],
- Bus Éireann (połączenia międzymiastowe)[5],
- Finnegan's Bray (połączenia lokalne i nocne z Dublinem)[6],
- St. Kevin's Bus Service (połączenie Glendalough)[7].

### Tramwaj
Planowana jest rozbudowa linii tramwajowej Luas z Dublina do Bray (linia zielona), której uruchomienie planowane jest na rok 2015. Do roku 1958 Bray połączone było z Dublinem (Harcourt Street) linią tramwajową.

### Połączenia drogowe
Bray bezpośrednio połączone jest z autostradą M11 i ma pośrednie połączenie z obwodnicą Dublina M50.

## Szkolnictwo

### Szkoły podstawowe
- Scoil Chualann,
- Saint Andrew's National School,
- Saint Fergal's Junior National School,
- Saint Fergal's Senior National School,
- Bray School Project National School,
- Saint Cronan's Boys National School,
- Saint Patrick's Loreto National School,
- Saint Lee's National School,
- Gaelscoil Uí Chéadaigh,
- Saint Peter's Boys National School,
- Saint Philomena's National School, Ravenswell.

### Szkoły ponadpodstawowe
- Presentation College, Bray|Presentation College,
- Saint Kilian's Community School,
- Saint Thomas' Community School,
- Saint Brendan's College,
- Loreto Convent,
- Saint Gerard's School,
- Coláiste Ráithín,
- Language College Ireland.

## Kluby sportowe
- Bray Wanderers A.F.C.,
- County Wicklow Lawn Tennis Club,
- Bray Emmetts,
- Ardmore Rovers FC,
- Wolfe Tone Youth Club,
- Saint Fergal's AFC,
- Bray Runners AC,
- Bray Wheelers Cycling Club,
- Bray Sailing Club,
- Bray Divers scuba diving club

## Organizacje charytatywne
- Bray Lions Club,
- Saint Vincent de Paul Society,
- Five Loaves,
- Bray Cancer Support and Information Centre.

## Kościoły
- Church of the Most Holy Redeemer,
- Queen of Peace,
- Saint Fergal's Church,
- Saint Peter's Church,
- Christ Church,
- Crinken Church[8].

## Miasta partnerskie
Miasta partnerskie Bray:
- Bègles, Francja
- Würzburg, Niemcy
- Dublin (Kalifornia), Stany Zjednoczone